# 東条行長
東条 行長（とうじょう ゆきなが）は、戦国時代から江戸時代初期にかけての武将。河内国平島城主。

## 略歴
東条高秀の子として生まれる。はじめ三好氏に属したが、その後里見氏、次いで羽柴秀吉に仕えて馬廻となる。
天正13年（1585年）の四国征伐では羽柴秀長に属し、阿波国木津城主で一族の東条関兵衛を説得し、降伏させた。
文禄元年（1592年）の文禄の役では肥前国名護屋城に駐屯。後に秀吉の勘気を被り追放されるが、その後徳川家康に仕えて
大和国吉野郡で1,000石を知行し、晩年は家康の談判衆に加えられた。
慶長13年（1608年）9月6日、死去。享年65。